# Aker Yards
Pour les articles homonymes, voir Aker (homonymie).
Aker Yards est un groupe industriel norvégien spécialisé dans la construction navale, filiale du groupe Aker. Il a existé entre 2006 et 2008.

## Histoire
En juin 2006, Aker Yards rachète les Chantiers de l'Atlantique, auprès d'Alstom. A cette date, Aker Yard France (Aker Yard SA) est créée avec ses deux filiales : Aker Yards Saint Nazaire (Chantiers de l'Atlantique) et Aker Yards Lorient.
En août 2008, le groupe coréen STX acquiert 88,37 % d'Aker Yards. Il change ainsi de nom et devient STX Europe.